# Flemming Thor Madsen
Flemming Thor Madsen (født 20. september 1946 i Nykøbing Falster, død 1. november 2011 i Næstved) var en dansk fodboldspiller og  sportsjournalist. Han vandt blandt andet bronzemedaljer med Næstved IF, ligesom han var formand for Danske Sportsjournalister.

## Historie
Thor Madsen spillede som ung både håndbold, bordtennis og fodbold. Med Nykøbing Falster Håndboldklub vandt han Lolland-Falster Mesterskabet som junior, ligesom han blev klubmester i double i bordtennis. 

### Fodbold
I 1965 blev Thor Madsen uofficiel Danmarksmester for talenthold med Nykøbing-klubben B 1901. Derefter satsede han udelukkende på fodbolden. Året efter debuterede han for klubbens førstehold i en 4-4 kamp mod Ikast FS. I 1973 nåede klubben til finalen i Pokalturneringen, som blev tabt med 0-2 til Randers Freja. Flemming Thor spillede i alt 125 divisionskampe for B 1901. 
Derefter skiftede Flemming Thor til Næstved Idræts Forening, med hvem han vandt bronzemedaljer i 1975. Han afsluttede karrieren på topplan to år efter. 

### Journalistik
Thor Madsen begyndte sin journalistiske karriere på Ny Dags lokalredaktion i Nykøbing Falster. Her blev han tilbudt en elevplads, efter at han ofte havde kritiseret avisens dækning af den lokale sport. Uddannelsen forgik på Danmarks Journalisthøjskole i Aarhus. Senere skiftede han til Næstved Tidende, hvor han var sportsredaktør i 22 år. I 1997 flyttede Flemming Thor til Ekstra Bladet, hvor han blev en af landets førende ishockey-journalister.
Fra 1999 til 2003 var han formand for Danske Sportsjournalister, hvor han afløste, og blev afløst af Steen Ankerdal på posten.

## Privat
Flemming Thor fik konstateret kræft, som han kæmpede med de sidste år af sit liv. Han døde 1. november 2011, og blev bisat fra Rønnebæk Kirke den 8. november. Daværende landstræner Morten Olsen holdt en tale ved Thor Madsens kiste.
Han efterlod sig hustruen Lis og børnene Susan og Thomas.